# Ferris Webster
Pour les articles homonymes, voir Ferris et Webster.
Ferris Webster est un monteur américain né le 29 avril 1912 à Washington (États-Unis), mort le 4 février 1989 à San Luis Obispo (États-Unis).
Au cours de sa carrière, il est nommé trois fois pour l'Oscar du meilleur montage. On lui doit le montage de grands classiques tels que Le Portrait de Dorian Gray (1945), Planète interdite (1956), Les Sept Mercenaires(1960), Un crime dans la tête (1962), La Grande Évasion (The Great Escape, 1963), ainsi que de nombreux films avec Clint Eastwood jusqu'en 1982.

## Filmographie
| - 1943 : Harrigan's Kid - 1943 : Swing Fever - 1944 : Rationing - 1945 : Le Portrait de Dorian Gray - 1945 : Dangereuse association (Dangerous Partners) d'Edward L. Cahn - 1946 : The Hoodlum Saint - 1946 : Lame de fond (Undercurrent) - 1947 : Living in a Big Way - 1947 : Quand vient l'hiver (If Winter Comes) - 1948 : Dans une île avec vous (On an Island with You) - 1948 : Ma vie est une chanson (Words and Music) - 1949 : Madame Bovary - 1949 : Corps et Âme (The Doctor and the Girl) - 1950 : The Magnificent Yankee - 1950 : J'ai trois amours (Please Believe Me) - 1950 : Le Père de la mariée (Father of the Bride) - 1950 : Le Mystère de la plage perdue (Mystery Street) - 1950 : Amour et caméra (Watch the Birdie) - 1951 : Allons donc, papa ! (Father's Little Dividend) - 1951 : Kind Lady - 1952 : L'Étoile du destin (Lone Star) - 1952 : La Jeune Fille en blanc (The Girl in White) de John Sturges - 1953 : Lili - 1953 : Vicky (Scandal at scourie) - 1953 : La Perle noire (All the Brothers Were Valiant) - 1954 : La Roulotte du plaisir (The Long, Long Trailer) - 1955 : Graine de violence (Blackboard Jungle) - 1955 : La Pantoufle de verre (The Glass Slipper) - 1956 : Ransom! - 1956 : Planète interdite (Forbidden Planet) - 1956 : The Fastest Gun Alive - 1956 : Thé et sympathie (Tea and Sympathy) - 1957 : Le Carnaval des dieux (Something of Value) - 1957 : Les Girls - 1958 : The High Cost of Loving - 1958 : Le Trésor du pendu (The Law and Jake Wade) - 1958 : La Chatte sur un toit brûlant (Cat on a Hot Tin Roof) | - 1959 : Vertes Demeures (Green Mansions) - 1959 : La Proie des vautours (Never So Few) - 1960 : Key Witness (en) - 1960 : Les Sept Mercenaires (The Magnificent Seven) - 1961 : Par l'amour possédé (By Love Possessed) - 1961 : Tonnerre apache (A Thunder of Drums) - 1962 : Sergeants 3 - 1962 : Un crime dans la tête (The Manchurian Candidate) - 1963 : La Grande Évasion (The Great Escape) - 1964 : Sept jours en mai (Seven Days in May), également acteur : Gén. Bernard 'Barney' Rutkowski - 1965 : Station 3 ultra secret (The Satan Bug) - 1965 : Sur la piste de la grande caravane (The Hallelujah Trail) - 1966 : L'Opération diabolique (Seconds) - 1967 : Divorce à l'américaine (Divorce American Style) - 1967 : Sept secondes en enfer (Hour of the Gun) - 1968 : Destination Zebra, station polaire (Ice Station Zebra) - 1970 : Commencez la révolution sans nous (Start the Revolution Without Me) - 1970 : Zigzag - 1970 : La Pluie de printemps (Walk in the Spring Rain) - 1971 : My Old Man's Place - 1971 : The Organization - 1972 : Joe Kidd - 1973 : L'Homme des Hautes Plaines (High Plains Drifter) - 1973 : Breezy - 1973 : Magnum Force - 1974 : Le Canardeur (Thunderbolt and Lightfoot) - 1975 : La Sanction (The Eiger Sanction) - 1976 : Josey Wales hors-la-loi (The Outlaw Josey Wales) - 1976 : L'inspecteur ne renonce jamais (The Enforcer) - 1977 : L'Épreuve de force (The Gauntlet) - 1978 : Doux, dur et dingue (Every Which Way But Loose) - 1979 : L'Évadé d'Alcatraz (Escape from Alcatraz) - 1980 : Bronco Billy - 1980 : Ça va cogner (Any Which Way You Can) - 1982 : Firefox, l'arme absolue (Firefox) - 1982 : Honkytonk Man |

## Distinctions

### Nominations
- 1956 : nomination à l'Oscar du meilleur montage pour Graine de violence
- 1963 : nomination à l'Oscar du meilleur montage pour Un crime dans la tête
- 1964 : nomination à l'Oscar du meilleur montage pour La Grande Évasion (The Great Escape)